# 魔法使いの夜
『魔法使いの夜』（まほうつかいのよる）は、TYPE-MOONより発売された伝奇ビジュアルノベルゲーム。略称は「まほよ」。

## 概要
奈須きのこが1996年に執筆した未発表・未完成の同名伝奇小説を原作とするノベルゲーム。
2008年4月4日にTYPE-MOON公式サイトで製作が発表された。過去に『Character material』にて一部紹介されたキャラクターデザインは武内崇が担当していたが、本作ではこやまひろかずがキャラクターデザインを担当し、過去に発表されているキャラクターもリデザインを行なっている。数度の発売延期を挟んだが、2012年3月21日にマスターアップし、4月12日に初回版が、8月10日に通常版が発売となった。
『月姫』、『Fate/stay night』、『空の境界』に連なる奈須の世界の原点にして雛形とされる作品である。『月姫』の魔法使いである蒼崎青子を主人公とし、『空の境界』の蒼崎橙子もメインキャラクターとして登場する。また、舞台となる三咲町は『月姫』の舞台でもある。ただし、いずれかの作品と同じ世界での物語ではないと語られている。
番外編を除き、本編では分岐や選択肢が存在しない。これはビジュアルノベル形式の作品が持つ「物語」の魅力を最大限に生かすためとのこと。
2021年12月31日放送の『Fate Project 大晦日TVスペシャル2021』において、2022年12月にPlayStation 4とNintendo Switchへの移植版が発売されることが発表された。家庭用移植にあたりフルボイス化、およびフルHD化された。2023年12月14日には家庭用版がSteamにて発売された。

## あらすじ
1980年代後半の地方都市・三咲町。この町では、「坂の上にあるお屋敷には、2人の魔女が住んでいる」という噂があった。田舎から三咲町に引越して来た男子高校生・静希草十郎は、ある日、転校先の生徒会長・蒼崎青子が魔術を使っている所を偶然目撃してしまう。しかし、電気もない程の田舎で育った草十郎は、都会の人間ならそんなことも出来るのではないかと勘違いしてしまっていた。一方、青子は同居人・久遠寺有珠から草十郎を殺すように言われ、彼の抹殺を決意する。実は、青子と有珠こそ例の屋敷に住む魔女だったのだ。しかし、紆余曲折の末、草十郎の命は助かるが、魔術の秘匿の為、青子と有珠に監視される形で、久遠寺邸で共同生活を送る事になった。

## 登場人物
担当声優は、家庭用移植版での配役。

### 主要人物
蒼崎 青子（あおざき あおこ）
声 - 戸松遥
誕生日：7月7日 身長：163cm 体重：51kg 魔術回路 （特殊:自転、公転）/ 質：C / 量：E / 編成：正常。極めてシンプル。
本作の主人公兼ヒロイン。見習い魔法使い。三咲高校2年生にして、生徒会長。勝気で気が強いが、気丈で直向きな姉御肌。
美人でスタイルも良いが、いつも不機嫌そうな顔を浮かべており、学校で数々の事件を起こしている為、生徒からは恐れられつつ、慕われている。ロック系の音楽が好きで自室にもエレキギターとアンプがあり、時々ギターを弾く。
中学まではごく普通の生活を送っていたが、高校入学時に姉・橙子が蒼崎家を出奔した為、魔術師として祖父の遺産と蒼崎家を継ぐことになる。魔術師として生きることは今までの自分を捨て去ることだが、それを拒むことは逃げだと思い、それを受け入れた。祖父にとって彼女の決意は予想の上だったが、それを知っても尚、例え無理矢理放り込まれた場所でも出来ることがあるなら決して逃げないという決意の元、魔術師として生きる道を自ら選んだ。その後、久遠寺邸で有珠と同居を始め、学生生活との両立も何とかこなしている。なお、中学卒業後は家から離れて上京し、国立大学を目指しながらライブハウスをはしごするという夢があったが、蒼崎家を継ぐ為、断念したという経緯がある。
魔術師としては2年前から学び始めたばかりの半人前で、物語当初は実戦の経験が無かったが、破壊と魔力の使い方は優秀で、既に有珠を上回っている。また、魔力の効率的な運用が得意で、原作者の奈須きのこは「1リットルのガソリンで1000km走れるようなもの」と述べている。第五魔法・青を受け継いでおり、特定の空間・対象の時間を入れ替えたり（魔法が解ければ世界の修正力により時間操作による変化は元通りになる）、任意の時間帯を未来や過去へ送る事ができる。時間帯を遠い未来に送れば世界の修正力には晒されないが、それは膨大な熱量（＝宇宙全体の数分間）を未来に押し付ける事であり、数千億年後の宇宙の滅びを加速させることになる。そして代償として、術者と対象の時間を消費し、その人物は『過去の記憶や経験』を失う事になり、発動中は対象が消費する記憶が周囲の景色として実体化する。ちなみに「時間旅行」は第五魔法の副産物に過ぎず、本質の一端でしかない（橙子曰く時間旅行はすでに第二魔法「平行世界の運営」の定義に含まれる為、第五の魔法には成り立たない。また小規模ながら時間操作の魔術も存在する）。
初恋相手が男装した律架だったことがトラウマになっており、以後は恋愛を嫌っている。
8年前、自分が死なせてしまった猫を救うことを祖父に願い、祖父が魔法を使ったことで開いた道から根源に辿り着いてしまい、魔法を受け継いだが、それ以降「赤い影」が見えるようになり、それが魔法を使おうとする者を殺す存在であることを理解していた青子はどんな窮地に陥ろうとも魔法を使うことはなかった。しかし、橙子との戦いの中、目の前で草十郎を殺された青子は魔法の使用を決断。草十郎の幼少時の時間を使い自身の時間の早送りを計り、その途中草十郎の過去を垣間見たことで時間を巻き戻し草十郎を蘇生させ、27歳時までの経験で得るであろう魔力による圧倒的な力で橙子を撃破した。
『Fate/Grand Order』ではフォーリナーのサーヴァントとして登場。放置しておくと地球が滅びることになる事件を解決するために奮闘するが、早朝に必ず何者かの手で殺され、その度に新しい青子がやってきてをまた翌朝に殺されてを繰り返すことになる。

久遠寺 有珠（くおんじ ありす）
声 - 花澤香菜
誕生日：9月30日 身長：152cm 体重：42kg 魔術回路 / 質：A+ / 量：A++ / 編成：異質
本作のもう1人のヒロイン。屋敷に隠れ住む生粋の魔女。時計塔の創設メンバーの一人で第一魔法の使い手「ユミナ」を祖先に持つ。青子の同居人にして、魔術の師匠。礼園女学院2年生。
短く切り揃えた混じり気のない黒髪、色白の肌、細い手足に小柄な体躯を持ち、草十郎をして「ただ美しい」と言わしめる程の神秘的な美少女。
基本的には人と関わろうとせず、いつも無表情でいることが多いが、その実、青子以上の激情家。プライドが高く、勝負事（ゲーム）の勝敗にこだわる反面、自らの品位を貶めることを好しとしないため、結果的には黙して根に持つことが多い。自分の所有物に対しては強い思い入れがあり、その執着心の強さには青子すら辟易するほど。保守的で「変わる」ことを嫌い、特に両親の形見である久遠寺邸の洋館については、建物に危害を加える相手には容赦のない怒りを向ける、洋館にそぐわない生活様式は改めさせるなど、格別の執着を見せている。
本人も無自覚ではあるが、メルヘンチックで夢見がちな部分があり、番外編ではそのことをロビンにからかわれている。奈須きのこ曰く「少女的空想力は作中NO.1の夢見る少女」
遊園地での青子との勝負に敗れた後（とはいえ有珠の方も本気ではなかった）、成り行きで洋館に転がりこんできた草十郎に対しても、当初こそは殺そうと積極的であったが、中盤以降は徐々に態度を軟化させていき、物語終盤や番外編では彼に対する淡い好意が窺えるような場面が見受けられる。しかし本人はその感情が何であるか理解していない模様。紅茶にうるさく数々の茶葉を所有しており、その影響でコーヒー派だった青子も紅茶派に転身している。アンティークを集めることが趣味で、土桔由里彦を利用してレアな品を集めるなど、交友関係は意外に広い。日本人の父親と英国人の母親を持つハーフで、大財団・久遠寺グループの令嬢。英国出身だが、物語開始の半年ほど前に訳あって来日し、青子と本気の殺し合いを繰り広げた末に、三咲町の丘の上にある久遠寺邸で同棲するようになる。
幼少時から魔術の手解きを受けてきた生粋の魔術師で、純血の魔女（マインスター）の系譜を受け継ぐ「最後の魔女」。数々の童話の怪物（プロイキッシャー）を使役する典型的な人形師で、その魔術は「魔法以上に魔法に近い」と評されるほどの、破格の魔術系統を誇る（奈須きのこ曰く「魔法と魔術の関係とかほとんどブチ壊し」）。直接的な対人戦闘力では青子に劣るが、橙子との戦闘では状況に即した臨機応変な戦法で彼女を追い詰めるなど、壊す以外に能のない青子を優に凌ぐ技量を見せる。また肉体に刻まれた魔術刻印の量も青子の比ではなく、全身はおろか骨格から内臓に至るまで刻み込まれていて、腹を抉られるような重篤な傷でも自動的に修復するほどの回復力を持つ。遊園地での戦いでグレートスリーの一角である月の油を失い、対橙子戦では上記のように彼女を追い詰めるも、魔術師の天敵であるベオウルフに橋の巨人を打ち破られて敗北を喫した。
『Fate/Grand Order』では本人およびキャスターのサーヴァントとして登場。彼女の口から本作のその後について端的に語られており、1991年までに3人の同居生活が終わっていることが判明している。不老のため姿は当時のままである。
静希 草十郎（しずき そうじゅうろう）
声 - 小林裕介
誕生日：4月12日 身長：172cm 体重：61kg
本作のもう1人の主人公。山奥にある田舎から三咲町に引越して来た少年。三咲高校2年C組在籍。
堅実的で口数が少ないが、前向きで人懐っこい性格から、誰とでも仲良くなれる。電気も無い山奥で育った為、極度の世間知らずで、学校にも通ったことがなかった。彼にとって都会は未知の領域であり、得体の知れないものに溢れている存在。そのため魔術を目撃した際も「都会ではそういうこともある」と納得した挙句、その正体を知った後も科学技術も魔術も分からないから似たようなものだと言い切った。首には包帯が巻かれていたが、作中で青子に贈られた緊箍児の首輪に付け替えている。なお、その下には傷らしきものがあるらしいが、その事は有珠しか知らない。首とは別に、腕にかつて野犬に襲われた際の傷跡がある。
山にいた頃に何かしらの訓練を積んでいたらしく、ベオウルフに一瞬の弱点を生み出し、打ち倒した。なお、山で培っていたのは殺人を目的としたものと推察されるが、草十郎自身がその役目と有り方を拒否したために、山を降りることになったと思われる。
当初は、アパートで1人暮らし。青子と自動人形の戦いを目撃してしまった為に抹殺されそうになるが、紆余曲折の末、魔術の秘匿の為、青子と有珠に監視される形で、久遠寺邸で共同生活を送る事になった。当初は忘却の魔術を見つけるまでという話だったが、2人は草十郎と共に過ごしたり窮地を救われたりするうちに追い出す気をなくした模様。本編終了後、本格的に住み込む事になってからは、経済観念のない2人に代わって家計（主に食費）の管理もすることになり、日々質素になる食事に2人を慄かせている。
『Fate/Grand Order』では2001年時点の草十郎とバーサーカーのサーヴァントとしての草十郎の二人が登場。前者は鳶丸が経営する興信所で助手として働いている。また、有珠を通して本作では明かされなかった彼の異常性についても語られており、大脳基底核が機能していないためあらゆる挙動を意識して行っているという。
『Fate/stay night』の登場人物である葛木宗一郎のモデルでデザインや設定に類似点がみられる。また当初のデザインからかけ離れており、元はワイルドかつ180cm近い長身で少年より青年のイメージで、言動も今と違っていたらしい。

### 三咲高校
槻司 鳶丸（つきじ とびまる）
声 - 深町寿成
誕生日：9月12日 身長：177cm 体重：63kg
生徒会副会長。2年A組在籍。三咲高校の理事長・槻司一義の五男で、家は裕福。眉目秀麗だが、口調と態度が荒々しい為、「ヤンキー殿下」の愛称を持つ。その反面、誰にでも対等に接し面倒見も良い為、校内で人気がある。
青子からの紹介で草十郎の相談役となり、お互い話が合うため親友同然の関係となる。青子とは腐れ縁で、恋人関係と噂されることもあるが、2人とも完全否定している。
妾腹の息子である為に、幼少時は兄弟親戚から疎まれていたが、ある時を境に祖父・喜美國から気に入られたために立場が逆転し、槻司家の跡取り候補となっている。しかし本人にその気はなく、喫煙や夜遊びなどの不良・放蕩行為を平然と行っている。
『空の境界』の未発表シナリオにも登場するらしい。『Fate/Grand Order』では2001年時点の姿で登場。有珠によると卒業後は上京して草十郎を巻き込む形で興信所を始めたところ、物騒な事件に縁があり今では探偵としての仕事が多いという。
久万梨 金鹿（くまり こじか）
声 - 安済知佳
誕生日：11月10日 身長：149cm 体重：40kg
生徒会会計。2年D組在籍。青子とは1年の頃からの友人。現実的でクールな性格。大抵の物事には動じない。同い年の男子にうんざりしており、彼らを見下している。
実家は中華飯店『まっどべあ』で、店の経理や家の仕事などを引き受けている。それとは別に中学時代からアルバイトなどで貯蓄をしており、都心部の大学に進学するための軍資金にしようと目論んでいるが、父には進学に反対されている。暑苦しい性格の兄が4人いる。入学式の頃から鳶丸に片思いをしているものの、なかなか素直になれずにいる。名前の由来はフランシス・ドレイクの乗船ゴールデン・ハインド号から。
本編の1年ほど後の話となる番外編『誰も寝たりしてはいいけど笑ってはいけない久遠寺邸』では、主人公となる。
因みに元々は原作には居なかった人物であり、新たに追加された人物である。
木乃美 芳助（きのみ ほうすけ）
声 - 梶川翔平
誕生日：8月30日 身長：169cm 体重：59kg
草十郎のクラスメイト。美形で陽気だが、女好き。クラスの男子のまとめ役的存在でもあり、時々妙な企画を発案する事もある。狡猾だが、どこか間抜けな所があり、女子からも「残念」と評されている。草十郎とはアルバイト先も同じで、何かと彼を翻弄する。将来金持ちになるという野望を持つ。
山城 和樹（やましろ かずき）
声 ‐ 日野聡
草十郎と芳助の担任教師で、生徒会顧問。担当科目は現代国語。三咲高校OB。
若く生徒と年が近いこともあり、生徒からの評判は良い。温和な性格だが、昼行灯で青子からは教師に相応しい性格でないと嫌われている。何かと自らの査定を気にするなど、職務態度はあまり真面目とは言えない。
美濃 禎常 （みの よしつね）
三咲高校の応援団長で、大柄な体型をした強面の好青年。三咲高校3年生で、引っ込み思案な性格だった。
先代の応援団長からの誘いを受けて応援団に所属。応援団長を継いだ後は青子の協力を得て、衰退気味だった応援団を再興させた。その時から青子には好意を抱いており、また彼女からの評価も高く、恋愛嫌いの彼女をして「告白されたら高い確率で断らない」と言わしめるほど。青子からもらったマントを愛用している。祖父は三咲高校のOBで、やはり応援団長を務めていたらしい。
小説『はちみつを巡る冒険』では、卒業を間近にして美濃近辺のエピソードが語られている。

### 合田教会
文柄 詠梨（ふみづか えいり）
声 - 手塚ヒロミチ
誕生日：5月25日 身長：191cm 体重：79kg
合田教会の司祭代理にして神父。本人曰く「肩書だけの司祭なので、呼称は神父で結構」。穏やかな性格だが、時折辛辣な苦言を呈する。
蒼崎家とは古くからの付き合いがあり、魔術は学んでいないものの一時期は蒼崎に弟子入りしており、橙子の兄弟子にして、彼女の初恋相手。有珠からは何故か非常に嫌われている。街中でも常に刀を隠し持ち魔術師を斬リ殺したことから高い実力を持つと思われ、橙子からも警戒されている。常に口火を切る瞬間を待っており、斬れる気分になったら即座に目の前のものを斬り捨てる。魔法使いを切り捨てたのも今なら斬れると思ったかららしい。
周瀬 律架（すせ りつか）
声 - 伊藤静
誕生日：12月30日 身長：161cm 体重：50kg 魔術回路 / 質：C / 量：C / 編成：正常
合田教会で働いている女性。唯架の双子の姉。かつては妹・唯架とは正反対の暮らしをしていたが、1年前から合田教会で働いている。怠惰でいい加減だが寛大で、周囲から好かれるタイプ。
有珠と草十郎にとっては頼りになる存在だが、青子からは上述の理由で徹底的に嫌われている。元は聖堂教会に所属していたが後に魔術協会に鞍替えし、監視役として蒼崎に弟子入りしていた時期もあり、現在は二重スパイ的な立ち位置にある。
黒魔術を習得しており、特に自らの外見を骨格から変貌させる変身魔術を得意としている。蒼崎の弟子時代は自らの魔術を駆使して男装をして青子の家庭教師を務めながら、素の姿では唯架の名を名乗っていた。なお男装は個人的な趣味でもあり、現在でもしばしば変身して街を闊歩している。男装の律架は青子の初恋相手であり、また橙子の妹弟子にあたる。
周瀬 唯架（すせ ゆいか）
声 - 松井暁波
誕生日：1月7日 身長：158cm 体重：49kg 魔術回路 / 質：D / 量：D / 編成：異常（神聖に耐性なし）
合田教会のシスターで、代行者でもある。律架の双子の妹。姉・律架より数年前から、合田教会で働いている。先天的な弱視で現在は盲目同然となっているが、他の感覚が研ぎ澄まされているため私生活にはそれといって支障がなく、患者の治療などを的確にできるほどで、荒事に長けている。
基本的に人の脅威を感じる事で人を認識している為、脅威が全くない草十郎を認識する事が出来ない。その事で草十郎が人畜無害の証明ともなった。町では敬虔なシスターとして有名。美人で彼女を目的に協会を訪れる男が多いが、生真面目すぎる為に友人が少ない。多少守銭奴の気がある。

### 魔術師世界の人々
蒼崎 橙子（あおざき とうこ）
声 - 青木瑠璃子
誕生日：8月8日 身長：165cm 体重：52kg 魔術回路 / 質：EX（測定不能） / 量：B+ / 編成：正常
青子の4歳上の姉。普段は明朗な性格だが、眼鏡を外すと男性的で冷酷な性格になるいう擬似的な二重人格を使い分ける。
青子とは異なり、生まれた時から魔眼を持つなど魔術的な才能に優れており、魔道の家としての蒼崎家を継ぐため幼い頃から修行に明け暮れていたが、突然祖父から青子を蒼崎家の後継者に選ぶと告げられ出奔。「過去の清算」の為、海外を拠点に魔術師としての力を蓄え、作中で青子達の前に姿を現す。出奔する前は腰まで伸びたロングヘアだったが、ルゥとの契約の時に対価として切り落としてショートヘアにした。
目的のためなら冷酷になれる反面、面倒見の良い所もあり、彼女が欧州で興している魔術協会に、他の協会から不当な扱いを受けている魔術師を受け入れて共に事業を興して成功させ、莫大な利益を挙げている。また、音楽は意外に演歌派で、律架にも隠していた。
最終的に戦いは橙子の敗北に終わり、三咲市に踏み入るとカエルになる呪いをかけられてしまったが、番外編時点で呪いのかかった肉体を捨て去ることで克服したらしい。
草十郎とは殺し殺された間柄だが関係は良好のようで、青子の恋愛がらみに関する相談を受けたりパーティの招待状を送られたりしている。
草十郎と同じく、当初のデザインから大分変更されている。元は文庫版の空の境界の時のデザインに近かった。また年齢も青子と2歳年上だったが4歳年上に変更した。

ルゥ・ベオウルフ（Lugh Beowulf）
声 - 種﨑敦美
誕生日：1月1日 身長：134cm（人型時） 体重：35kg（人型時） 神代回帰 / 質：A / 量：C / 編成：十八世紀までの系統樹
橙子の使い魔として契約している人狼。現代まで続いた人狼の血族ではなく、自然発生した精霊に近い幻想種であり、アストラル体という形無き実体を持つ。
初めから完全な存在として生まれ落ちたことから生の実感が持てず、生きている意義を求めて2年前から橙子に付き従っている。なお、「ベオウルフ」の名はその際に橙子によって付けられたもの。作中ではこちらの名を縮めた「ベオ」の愛称で呼ばれることがほとんど。魂の物質化を体現する存在の特異性からもたらされる圧倒的な戦闘力とその身に纏う強大な神秘から、現代に生きる魔術師の天敵とされる。普段は金色の巨狼という姿を取るが、その魂の在り方から本当の形というものが存在せず、状況に応じて様々な生物の形態に変化することが可能。そのメンタリティは子供同然で、人の姿を取るときはそれに見合った金髪緑眼の少年となる。とはいえ特定の性別を持つ訳ではない。
魔術的な価値を持つ橙子の髪の毛を条件として契約を結んだが、それだけでは完全に律することが出来ず、時々命令を無視して独断で行動する事があった。作中において草十郎との戦いに敗北し、得体の知れない「何か」という恐怖の感情を教えられてからは、この世で初めて自分を倒した草十郎を主として屈服し、また、橙子の三咲町からの撤退も重なって、以後は居ついた店を必ず繁盛させる「商店街の座敷童子」として三咲町に居ついてしまう。何かと草十郎の傍に付き纏って甘えたり、彼に危害を加える者は容赦なく排除しようとしたりと、草十郎を心から敬愛している。
メイ・リデル・アーシェロット（May Riddell Archelot）
声 - 高森奈津美
誕生日：5月1日 身長：162cm 体重：50kg
世界的なアイドル歌手・リデルリドルとして活動している、魔術師の少女。極めてエキセントリックな性格で、躁鬱の気がある。幼少時に有珠と親交があり彼女に執着している。
義父が鳶丸の父親と企業間の付き合いがあった縁で、一時期槻司家にホームステイしていた。「煤の魔女」の血を引く近代黒魔術を用いる魔術師で、それとは別に圧倒的な資産を持つ令嬢でもある。有珠や鳶丸からは「資本主義の犬」と呼ばれている。
過程こそ描かれないものの、唯一の出番である番外編時点で青子や草十郎、教会の面々と既に顔見知りである。魔術師としての実力は高いようで、ルゥとは過去に闘争し引き分けた事があるらしく、次にやり合う時は確実に勝てる自信がある模様。しかし、ルゥとしても本気を出せば一瞬で決着がつくらしい。
蒼崎の祖父
声 - 広瀬彰勇
青子や橙子に「祖父」と呼ばれる人物で、蒼崎の実家にある洞穴の工房にいる老人。根源の渦に到達し、第五魔法を編み出した。
詠梨に肉体を滅ぼされて既に人としての原型は留めていない。当初は橙子を蒼崎の後継者として育てていたが、青子の特殊な魔術回路の存在に気付き、青子を後継者として選び直した。また詠梨や律架も弟子にあたる。後に橙子に殺害されるのだが、現段階では語られてはいない。
蒼崎の父
声 - 河田吉正
青子と橙子の父親であり、現在は夫婦で実家の秋古城に滞在している。妻を心底愛しており、ちょっと変わっていても暖かい家庭を築いていた。
魔術の才能は人並みで、結婚を機に足を洗ったと娘達に告げていたが、真相は高校1年生の時に妻と出会ったその日に祖父に直談判し家督を捨てたが、祖父に代わりに生まれてくる子供に継がせる事に為ると言われることになるが、本人は子供が継ぎたいなら応援するがそもそもそんな甲斐性ないからと返すのだが、しかし結局子宝に恵まれて橙子が生まれ尚且つ百年に一人の逸材であった。彼はその皮肉を嘆くのでは無く、この子は金がかかる教育費だけでも十倍だと困惑していたという。
有珠の母
「純血の魔女（マインスター）」と言われる英国人。故人。魔女ユミナの直系。資産家・久遠寺家の跡取り息子と結婚して有珠を産んだ。意外とミーハーな性格らしく、ルイス・キャロルの大ファン。禁を破って子供を出産した時の名前もその時にはまっていた物語（『鏡の国のアリス』）から名前を付けている。使い魔のロビンからは「女神」と呼ばれ慕われていた。ちなみに魔女と言う種族は、妖精に近く無性生殖による繁殖を行うため、その本質はクローン人間である。

### 三咲市の人々
土桔 由里彦（ときつ ゆりひこ）
声 - 飛田展男
全国に多くの工場を構える「土桔製パン株式会社（通称：トッパン）」の元経営者。自称：芸術家。
56歳の時に「この町には夢とか洒脱さが足りない」という使命感を合い言葉に、所有地であった社木郊外の土地を開放し、3年の月日を費やし完成させた美咲市を代表するレジャーランド、夢とユーモアあふれる地域密着型遊園地『やしろぎブレッド&キッツィーランド』の建設に着手したが、雑誌から受けた評価は非常に悪かった上に6歳児が遭難する事件が起きた為、1986年に自身の引退と重なって運営が困難となり、閉園した。
鳶丸の家庭事情を知っており、また有珠とはペンフレンド。妙に吹っ飛んだ思考を持ち、遊園地の事を未だに納得していない。
恒河（こうが）
草十郎の父方の親戚。草十郎が山を降りて三咲町に住むにあたって、住居などの根回しをした人物。
槻司 喜実國（つきじ きみくに）
鳶丸の祖父で、三咲市内の名家・槻司家の当主。三咲市の檀家総代として力を持っていた槻司家が再興のために婿養子にとった資産家だったが、逆に三咲市での勢力拡大に貢献した事を得て家内での発言力を持ち、家督者となった。息子たちには疎遠な態度を取りながらも、鳶丸は大層気に入っている。
槻司 一義（つきじ ひとよし）
三咲高校の理事長。鳶丸の父で、槻司喜実國の長男。当初は迫害されていた鳶丸の唯一の味方であったようだが、鳶丸が家督候補者となると態度を一変させ、半ば冷戦状態のようになっている。下に弟が2人と妹が1人いる。
金鹿の父
中華料理店「まっどべあ」店主で、熊のような大男。草十郎や芳助が「まっどべあ」で働いており、妻は既に亡くしている。ガッチガチの就職派で金鹿の大学進学に猛反対していたが、兄達の説得に感激し、地元体育大学への進学を条件に許している。大の海賊マニアで、金鹿の名前はフランシス・ドレイクの船「金鹿号」からとったらしい。
金鹿の兄達
4人の兄で「まっどべあ」店員。大学進学に猛反対の父親に体操の素晴らしさを語りながら説得する良き兄達だが、金鹿自身ウザい兄貴達と思っている。何故かスケート部を根に持っている。ちなみに彼らが説得の際に熱く語った「あん馬」「鉄棒」「つり輪」は全て男専用の競技。

## 用語
魔術・魔法
詳しくはTYPE-MOONの「魔術・魔法・異能」の欄を参照。
三咲町（みさきちょう）
物語の舞台となる山中にある町で、正式には「三咲市三咲町」。江戸時代から宿場町として盛んで、ここ十年高度成長と共に近代化が進んでいる。近代的な面では隣町である社木には及ばないものの、ベッドタウンとして三咲市を代表する町でもある。山沿いに住居が建ち並んでおり坂道が多いが、昔の風習で高い土地に住居を構えるのは良くないとされ、一定以上の高い所からの住居は久遠寺邸以外には見られない。
この一帯は数百年前から蒼崎の管理下にあり、魔術協会が所有権を持たないフリーの土地であるため、その土地を狙うフリーの魔術師から狙われている。
また同人版の月姫の舞台も三咲町だったがリメイク版では、東京都の総耶に変更された。
私立三咲高等学校（しりつみさきこうとうがっこう）
青子達が通う高校で、三咲町に設立されている私立高校。50年の歴史があり、現在の第二校舎からさらに山の方に上った所に閉鎖された初代校舎がある。20年前に一旦閉校されていたが、三咲町の近代化に伴い某デパートグループの寄付金を元に第二校舎を設立した。しかし、地元住民は県立高校を望んでいるため三咲町出身の生徒は少なく、外地から通う生徒が多い。原則として生徒は部活動の入部を義務付けられているが、青子は生徒会多忙のため、草十郎は水泳部に入部したものの時期的に入部しても意味がないとクビになってしまい、部活には入っていない。
礼園女学院（れいえんじょがくいん）
有珠が通う私立名門女子校。いわゆるお嬢様学校で、制服は修道服を模している。三咲高校より遥かに偏差値が高い事で有名であるが、郊外にあり、寮生活が義務付けられているため制服姿の生徒を見かける事は滅多にない。有珠は特例として自宅からの通学が許可されている。『空の境界』にも、登場する。
久遠寺邸（くおんじてい）
三咲町白犬塚の丘の上にある屋敷。有珠の両親の形見でもある。とある経緯でイギリスから運ばれた由緒正しい洋館で、そこでは、「2人の魔女が住んでいる」「幽霊屋敷」等と噂されている。広い敷地面積に普通の住宅が3つ入るほどの大きい本館と、少し離れた高台には別館が完備してある。別館には魔術関係の図書室があり、有珠ですら全て把握できない位膨大な数の本があり、青子・有珠曰く「魔窟」。裏庭にあたる森林は有珠曰く「特殊な場所」であり、魔術の儀式などをする時は森林の状態も深く関わる事になる。物語当初は、青子と有珠が住んでいたが、後に草十郎もここで暮らすことになる。
上記の通り、丘の上にあるため往来が非常に面倒くさく、また雰囲気もおどろおどろしいため、三咲町の飲食店において、「出前は三人前以上の注文でなければ受け付けない」というルールが作られた元凶になってしまっている。
やしろぎブレッド＆キッツィーランド
由里彦が56歳の頃に、所有地であった社木郊外の土地を開放し、3年の月日をかけて建設した地域密着型遊園地。しかし、キッツィーちゃん（あまりにも不細工で、パチもん臭いオリジナルマスコット）を代表とし、各種専門誌はこぞってキッツィーランドの欠点をあげつらい、「キッツィーランドにドリームはない。ただ悪夢のようなユーモアがあるだけだ」とまで言われ、客足は減少。更に、母親とはぐれた6歳児が園内の施設で遭難し、衰弱死寸前で救出される事件まで起きてしまい、5年後の1986年に由里彦の引退と同時に運営が困難となり、閉園した。
短編漫画「Kitsy8」には同系列の海洋テーマパーク・キッツィーシーも登場した。
童話の怪物（プロイキッシャー）
童話をモチーフにした有珠の使い魔たち。空想によって作られた破格の使い魔であり、「伝承防御」という特性のため現代兵器で傷をつけることは不可能で、攻略するためには由来となった童話や伝承に即した弱点を突くか、より強い神秘をぶつけなければならない。その特性上文明圏では本来の力を大幅に制限される。モチーフとなった寓話や童話に則った複雑な使用条件を持つが、万全な状態で発動したならば、あらゆる寓話・あらゆる不思議を許容する、「魔法以上に魔法に近い」と謳われる力を顕現させる。魔女は自分の代で先代からのプロイを自分用にチューンナップするが、有珠の母がルイス・キャロスなどにはまったので有珠が使用するプロイはマザーグースをモチーフにしたものと有珠の母の創作童話をモチーフにしたものが存在する。その正体は、第一魔法の一端である。
初代の魔女である第一魔法の使い手ユミナから伝わる特に強力な3体を「グレート・スリー」と呼び、その価値はひとつの王国より希少とされる。いずれも千年級の神秘を重ねた「至高の幻想（クラウン・ファンタズム）」で、現代の魔術師の大部分はその神秘の前に敗れ去るとされている。それぞれ「橋の巨人」、「月の油」、「薔薇の猟犬」という名前がついている。
夜の饗宴（ディドルディドル）
本体は有珠お手製の猫の形をした鈴で、使い切りのプロイ。鈴を地面に投下して鳴らす事によって、夜を深めて有珠の魔術を倍加する。そのため有珠にとっては最も愛用する基本的なプロイである。
ロスト・ロビン・ロンド
声 - 福圓美里
青い駒鳥。有珠からは散々な扱いを受けているが、マイ天使と呼んで彼女の事を慕っている。人間と会話をする事ができ、「〜ッス」という軽快な口調で喋る。ただし誰でも言葉が分かるわけではない。有珠の母の形見にあたるプロイ。持ち主の姿に変身して身代わりになる。
おしゃべり双子
カスタネットとホッチキスで作られたプロイ。本体はダイス。人間やペンギン、重しや鍋のフタなど出た目によって姿を変えるが、有珠では六の目の双子の豚の姿しか出ない。ちなみに四の目は振り直し。二体のプロイであり、トゥイードルダム（声 ‐ 永塚拓馬）、トゥイードルディー（声 ‐ 春野杏）という名前が付けられている。魔術による干渉には弱いが、ホッチキスの口で挟んだ相手の行動を封じる。
午睡の鏡（セカンドチケット）
久遠寺邸に設置されている鏡のプロイ。結界を作ったり、物理法則を曲解して内部に人を閉じ込めたりする。顕現時は辺りに霧が立ち込める。有珠の母と蒼崎橙子によって修復された。「三大にはなれなかったが、機能的にはそれに劣らない」と評される強大な使い魔。
名無しの森
午睡の鏡と合わせて使用するチェスの駒。人払いの結界を作る。
スクラッチ・ダンプティ
本体は手製のイースターエッグ。顕現時は本体の10〜30倍の巨大化する。特定の対象に観察するように接近し、対象がダンプティから目を離すと地面へ落下して散乱し、呪いの欠片を振りまく。また落下しないまま一定時間が経過すると、卵の内部に対象を閉じ込めてしまう。
シックス・スィング・チョコレイト
2ダース入りのチョコレート入りの小箱。チョコレートは24羽の椋鳥の使い魔であり、主に三咲町内の監視に充てられている。またチョコレート自体を食べる事で、魔術師の傷を癒す事もできる。
スクリプス・ハンプティ
有珠の左目の魔眼。重複詠唱を可能にする。また二つの意味を一つの言葉にするアクロスティック化を事ができるが、ディドルディドルによる効果によらないと発動できない。
橋の巨人（テムズトロル）
「ロンドン橋」に由来するグレートスリーの一角。千年級の神秘を重ねた最強のゴーレムで、川や流水のある場所でのみでしか顕現できないが、その破壊力は強力無比。立地によって形態が大きく変化し、有珠の力では木々を媒介にしたものと岩石を媒介にしたものを顕現できる。岩石より上位の2つの形態に顕現する事もできるが、あまりに高度な術式を組む必要があり、現時点の有珠ではまず不可能。
月の油（フラットスナーク）
「スナーク狩り」に由来するグレートスリーの一角。霧として顕現し、制限した支配領域内で魔力を無尽蔵に生成し、廃棄された物たちを操る「童話世界の再生」を能力とする。本体は遊牧神の脂を材料にしたという油である為、この時代で精製することは不可能。数々のプロイの中で一番我が強く、術者の指示に従わない事がある。作中では廃園となった「キッツィーランド」自体を支配下に置き、アトラクションやマスコットなどを自由自在に操った。元となった物語の通りブージャムであり、自身が敗北すると消滅する直前に光針を相手に向けて散弾状に撃ち飛ばす。
薔薇の猟犬（ワンダースナッチ）
ジャバウォックの詩に由来するグレートスリーの一角。詳しい発動条件や能力は不明だが、地下鉄で橙子の放った自動人形30体を瞬殺するなど、絶大な力を誇る。物語開始の半年前、青子との戦闘でも使用されたようで、青子曰く「十回中百回は殺された」。発動すると、白い濃霧が周囲を覆っていき、そこから現れる無数の口が対象を蹂躙する。別名：濃霧の怪物。本編には未登場。
スイーツハーツ
卵状のプディング型のプロイ。自身を食べた者と立場を入れ替え、特定のルールを敷いて、食べた者以外が条件をクリアするまで顕現し続ける。この際、スイーツハーツ自身も擬態していることを忘れており、ルールを実行できる瞬間が訪れるとスイーツハーツとしての人格が表に出てくる。クリア条件はスイーツハーツを見つけることと、制限時間まで誰か一人でも生き残ること。クリアすれば脱落した者も元通りになるが、できなければそのままになる。クリアすると景品として参加者たちに魔力を分け与える。プロイが顕現する条件は、食べた者が片思いをしている事。
スノウホワイト
有珠が初めて製作したプロイ。ブローチ型の飴細工。数分間の間、粉雪を降らせる。
ゴブリンフロン
香水のプロイ。かけた者は一日悪口とスラングしか言えなくなる。元々は有珠のプロイだったが、幼少時にリデルが義父と初めて会う際におめかしして会いたいという話に、何も考えず譲った。ただし、この時有珠はプロイに名前をつけておらずその時の気分で気に入っている順の番号で呼んでおり、リデルが借りたかったプロイとその番号が合致していなかった結果、家庭に亀裂が入りかけてリデルの人生が狂うところだったという経緯がある。以降プロイはリデルによってつけられた名前で呼ばれるようになった。
なぜ?なに!?プロイ
『魔法使いの夜』おまけコーナー。つくりものじによるSD化された有珠（アリス）とロビンが、魔術や使い魔について説明する。

## スタッフ
- 企画 - 武内崇 / 奈須きのこ
- 総監督・シナリオ - 奈須きのこ
- プロデューサー・キャラクター原案 - 武内崇
- キャラクターデザイン・総作画監督・原画・色彩設計 - こやまひろかず
- プロイキッシャー オリジナルデザイン - PFALZ
- コンテ・レイアウト - つくりものじ / BLACK / こやまひろかず
- 演出・スクリプト・デザイン協力 - つくりものじ
- メイングラフィッカー - こやまひろかず / 蒼月タカオ / 下越
- グラフィックマネージャー - BLACK
- 3Dモデリング・作画、スクリプトサポート - 砂取音幸
- メイン背景美術 - ゆうろ
- 背景美術クオリティコントロール - 下越 / こやまひろかず
- システムグラフィック - BLACK
- メインプログラム - 清兵衛
- サブプログラム - AZ-UME
- 音楽 - 深澤秀行 / KATE / James Harris / hil
- サウンドエフェクト - 芳賀敬太
- 文章校正 - 鴎来堂
- 英語翻訳 - 海法紀光
- ラテン語翻訳 - 三輪清宗
- タイトルロゴデザイン・パッケージ・publicity・WEBデザイン - WINFANWORKS
- 制作サポート - 笹谷徳郎 / 戸高宇環 / OKSG / 星空めてお
- 営業・広報 - 笹谷徳郎
- 制作 - TYPE-MOON

## 主題歌
エンディングテーマ「星が瞬くこんな夜に」
作詞・作曲・編曲 - ryo / 歌 - supercell

## 付属特典
初回限定版
初回版には設定資料や、奈須きのこによる書き下ろし小説「はちみつを巡る冒険」が収録された小冊子「魔法使いの基礎音律」が付属する。
公式通販
TYPE-MOONの公式ホームページおよび公式携帯サイト「まほうつかいの箱」での通信販売購入版には「魔法使いの基礎音律」に加えて、「魔法使いの夜 公式通販パンフレット」が付属する。
店舗特典
一部の店舗で購入した場合、店舗によって本作のイラストを使用した図書カードやテレホンカードが付属する。コミックとらのあな、アニメイト、ソフマップの特典では描き下ろしイラストが使用されている。

## 関連商品
魔法使いの夜 オリジナル・サウンドトラック
2012年5月9日発売 SVWC-7853〜7855
アニプレックスから発売。本作のBGM・エンディングテーマなどを収録したサウンドトラック。CD3枚組。ジャケットはこやまひろかずによる描き下ろし。
魔法使いの夜 Original Soundtrack Repetition
2013年12月29日発売 SVWC-7982〜7983
アニプレックスから発売。CD2枚組で1枚目には深沢秀行による本作で使用されたBGMから選抜10曲のセルフアレンジ曲を収録。2枚目は『月姫』『Fate/stay night』などのこれまでのTYPE-MOON楽曲のアレンジメドレーを収録。
Premiere（プルミエール）
2012年4月12日発売
虎の穴から発売。77名の作家陣による本作への応援イラストや漫画を収録している。形態は同人誌と同じく、一般の商業流通には乗せられていない。
るりひめ
2012年7月21日発売 ISBN 978-4862692115
ワニマガジン社のB5版単行本。原画・こやまひろかずのロングインタビューや、演出・つくりものじを初めとするスタッフの特集ページが組まれている。またこやま描き下ろしの短編フルカラー漫画「Kitsy8」も掲載。
2015年の時計塔
2014年4月28日から4月30日までの期間限定で、会員制モバイルサイト「まほうつかいの箱」に掲載された書き下ろし短編小説。
時代設定は本編より進んで2014年の設定。舞台は奈須きのこ作品で頻出する、イギリス・ロンドンにある魔術協会本部「時計塔」。

## 劇場アニメ
2021年12月に制作が発表された。アニメーション制作はufotable。

## 他作品とのコラボレーション
ロード オブ ヴァーミリオンシリーズ
スクウェア・エニックス発売のトレーディングカードアーケードゲーム。2012年に『LORD of VERMILION Re:2』、2015年に『LORD of VERMILION III』へと本作のキャラクターがゲスト出演している。
青子と有珠が登場。ボイスも収録されているが、担当声優は非公表。
Fate/Grand Order
アニプレックス発売のスマートフォン向けアプリゲーム。2024年に本作とコラボした奈須きのこ執筆のイベント「隈乃温泉殺人事件 〜駒鳥は見た！魔法使いは二度死ぬ〜」が開催された。
青子・有珠・草十郎・鳶丸・芳助が登場。担当声優は家庭用移植版に準じている。また、芳助の年齢に関する記述から主要人物が1972年頃の生まれであること、魔法使いの夜の時期が1989年前後を舞台にしたものであることが判明した。